# Улица Забалуева (Новосибирск)
Улица Забалуева — улица в Ленинском районе Новосибирска. Начинается от улицы Дюканова, пересекает улицы Филатова, Халтурина, Порт-Артурскую и т. д. Заканчивается, примыкая к Энергетической улице. Также к улице Забалуева примыкают множество различных улиц. Часть улицы расположена на территории Западного жилмассива.

## Название
Улица названа в честь Валентина Трофимовича Забалуева, советского хозяйственного и политического деятеля, председателя Новосибирского совнархоза, первого заместителя председателя совнархоза Западно-Сибирского экономического района.

## История
Улица Забалуева появилась примерно в том месте, где располагался лагерь для военнопленных завода № 179 (военное названия завода Сибсельмаш), но уже после исчезновения лагерного поселения. Точное расположение всех бараков лагеря неизвестно.
В границах улиц Забалуева и Связистов находился сиблаговский блок Кривощёковских лагерей №№ 5, 6, 7. Здесь же располагался Кривощековский лагерь №1 для малолетних детей и женщин, который описал Александр Солженицын в произведении «Архипелаг ГУЛАГ»:

Вагонка, обвешанная от соседок тряпьем — классическая лагерная картина. Но есть и гораздо проще. Это опять-таки кривощековский 1-й лагпункт, 1947-1949. (Нам известен такой, а сколько их?) На лагпункте блатные, бытовики, малолетки, инвалиды, женщины и мамки — всё перемешано. Женский барак всего один — но на пятьсот человек. Он — неописуемо грязен, несравнимо грязен, запущен, в нем тяжелый запах, вагонки — без постельных принадлежностей. Существовал официальный запрет мужчинам туда входить — но он не соблюдался и никем не проверялся.

## Организации
- Дворец культуры «Сибтекстильмаш»
- Средняя общеобразовательная школа № 90 с дошкольным отделением

## Транспорт

### Автобусы
- № 39, № 43, № 55, № 57, № 94.

### Маршрутное такси
- № 18.

### Остановки
- «Ж/М Западный», «ДК завода Сибтекстильмаш»,  «ул. Колхидская», «ул. Халтурина», «ул. Филатова», «Школа № 90».